# Second Contribution
Second Contribution è il quarto album di Shawn Phillips, pubblicato nel 1971.
Può essere considerato la seconda parte di un "doppio" di cui il precedente Contribution rappresenta la prima parte.
L'album si presenta come una collection di pezzi che sfociano l'uno nell'altro, costituendo delle suite. Domina il suo canto e la chitarra arpeggiata, 12-string.
Numerosi sono gli ospiti. La formazione che figura sul disco è la seguente.
- Paul Buckmaster (Keyboards, Orchestral Arrangements)
- Harvey Burns (Guitar)
- Robin Geoffrey (Cable Engineer)
- Anello Capuano
- Jim Cregan (Guitar)
- Barry Dean (Bass, Guitar)
- Mike Doud (Art Direction)
- Ian Green (Arranger)
- Ann Odell (Keyboards)
- Brian Odgers (Bass)
- John Michael Palmer
- Shawn Phillips (Guitar, Composer, Sitar, Vocals)
- Peter Robinson (Percussion, Keyboards)
- Bruce Rowland (Drums)
- Jerry Salisbury (Horn)

## Tracce
1. She Was Waiting For Her Mother At the Station in Torino and You Know I Love You Baby But It's Getting Too Heavy To Laugh(SWWFHMATSITAYKILYBBIGTH)
2. Keep On
3. Sleepwalker
4. Song for Mr. C
5. The ballad of Casey Diess
6. Song for Sagittarians
7. Lookin' Up Looking' Down
8. Remedial Interrumption
9. Whazz at
10. Schmaltz Waltz
11. F Sharp Splendor
12. Steel Eyes

La versione in CD è attualmente disponibile on line (www.shawnphillips.commusic/Albums/2ndcontribution.htm)